# Grand Prix Formule 1 van Groot-Brittannië 1955
De Grand Prix Formule 1 van Groot-Brittannië 1955 werd gehouden op 16 juli op het circuit van Aintree. Het was de zesde race van het seizoen.

## Uitslag
| Pos. | Nr. | Coureur                           | Constructeur   | Rondes | Tijd / Oorzaak uitval | Grid | Punten |
| ---- | --- | --------------------------------- | -------------- | ------ | --------------------- | ---- | ------ |
| 1    | 12  | Stirling Moss                     | Mercedes       | 90     | 3:07:21.2             | 1    | 9S     |
| 2    | 10  | Juan Manuel Fangio                | Mercedes       | 90     | +0.2                  | 2    | 6      |
| 3    | 14  | Karl Kling                        | Mercedes       | 90     | +1:11.8               | 4    | 4      |
| 4    | 50  | Piero Taruffi                     | Mercedes       | 89     | +1 Ronde              | 5    | 3      |
| 5    | 4   | Luigi Musso                       | Maserati       | 89     | +1 Ronde              | 9    | 2      |
| 6    | 16  | Mike Hawthorn Eugenio Castellotti | Ferrari        | 87     | +3 Rondes             | 12   |        |
| 7    | 26  | Mike Sparken                      | Gordini        | 81     | +9 Rondes             | 23   |        |
| 8    | 46  | Lance Macklin                     | Maserati       | 79     | +11 Rondes            | 16   |        |
| 9    | 28  | Ken Wharton Harry Schell          | Vanwall        | 72     | +18 Rondes            | 15   |        |
| NF   | 18  | Maurice Trintignant               | Ferrari        | 59     | Oververhitting        | 13   |        |
| NF   | 6   | Roberto Mieres                    | Maserati       | 47     | Motor                 | 6    |        |
| NF   | 40  | Jack Brabham                      | Cooper-Bristol | 30     | Motor                 | 25   |        |
| NF   | 32  | Kenneth McAlpine                  | Connaught-Alta | 30     | Oliedruk              | 17   |        |
| NF   | 44  | Peter Collins                     | Maserati       | 28     | Koppeling             | 24   |        |
| NF   | 24  | Hernando da Silva Ramos           | Gordini        | 26     | Oliedruk              | 18   |        |
| NF   | 44  | Roy Salvadori                     | Maserati       | 23     | Versnellingsbak       | 20   |        |
| NF   | 48  | Horace Gould                      | Maserati       | 22     | Remmen                | 22   |        |
| NF   | 30  | Harry Schell                      | Vanwall        | 20     | Gaspedaal             | 7    |        |
| NF   | 36  | Tony Rolt Peter Walker            | Connaught-Alta | 19     | Transmissie           | 14   |        |
| NF   | 38  | Leslie Marr                       | Connaught-Alta | 18     | Remmen                | 19   |        |
| NF   | 20  | Eugenio Castellotti               | Ferrari        | 16     | Transmissie           | 10   |        |
| NF   | 8   | André Simon                       | Maserati       | 9      | Versnellingsbak       | 8    |        |
| NF   | 2   | Jean Behra                        | Maserati       | 9      | Olielek               | 3    |        |
| NF   | 22  | Robert Manzon                     | Gordini        | 4      | Transmissie           | 11   |        |
| NS   | 34  | Jack Fairman                      | Connaught-Alta |        | Motor                 | 21   |        |

## Noot
- Dit was het debuut voor de Franse coureur Mike Sparken en de Australische coureur (en toekomstig wereldkampioen) Jack Brabham.
- Eerste pole position, Grand Prix-winst en Grand Slam voor Stirling Moss. Tevens eerste pole position en Grand Slam voor een Britse coureur.

1926 · 1927 · 1948 · 1949 · 1950 · 1951 · 1952 · 1953 · 1954 · 1955 · 1956 · 1957 · 1958 · 1959 · 1960 · 1961 · 1962 · 1963 · 1964 · 1965 · 1966 · 1967 · 1968 · 1969 · 1970 · 1971 · 1972 · 1973 · 1974 · 1975 · 1976 · 1977 · 1978 · 1979 · 1980 · 1981 · 1982 · 1983 · 1984 · 1985 · 1986 · 1987 · 1988 · 1989 · 1990 · 1991 · 1992 · 1993 · 1994 · 1995 · 1996 · 1997 · 1998 · 1999 · 2000 · 2001 · 2002 · 2003 · 2004 · 2005 · 2006 · 2007 · 2008 · 2009 · 2010 · 2011 · 2012 · 2013 · 2014 · 2015 · 2016 · 2017 · 2018 · 2019 · 2020 · 2021 · 2022 · 2023 · 2024 · 2025 · 2026 · 2027 · 2028 · 2029 · 2030 · 2031 · 2032 · 2033 · 2034